# Dorothea Orem
Dorothea Elizabeth Orem (15. juni 1914 - 22. juni 2007) var en amerikansk sygeplejeteoretiker, der har stor betydning for sygeplejen i mange lande verden over, herunder også i Norden.
Orems teori tager udgangspunkt i omsorg: hun udvider begrebet til også at omfatte egenomsorg (de handlinger, et menneske tager for at drage omsorg for sig selv) og egenomsorgssvigt, der opstår når et menneskes egenomsorgskapacitet ikke længere er større end de krav, der stilles til den enkeltes egenomsorg. Sygeplejen starter med at identificere disse egenomsorgssvigt, for at kunne planlægge relevante handlinger til hjælp for patienten.
Når sygeplejersken arbejder med patienten kan hun, ifølge Orem, vælger et passende sygeplejesystem at arbejder efter. Hun kan således vælge om plejen skal være af helt kompenserende, delvist kompenserende eller støttende/vejledende karakter, alt efter patientens evne til egenomsorg og de identificerede mål og planlagte handlinger.